# Privés de futur
 (avril 2025).
Si vous disposez d'ouvrages ou d'articles de référence ou si vous connaissez des sites web de qualité traitant du thème abordé ici, merci de compléter l'article en donnant les références utiles à sa vérifiabilité et en les liant à la section « Notes et références ».
Privés de futur est une anthologie de vingt-quatre nouvelles de science-fiction réunies par Gilles Dumay et Francis Mizio, publiée en mai 2000. Cette anthologie a la particularité de présenter des nouvelles de type « polar en science-fiction ». Par ailleurs le terme « Privés » indiqué dans le titre fait référence aux détectives privés.

## Commentaire sur Noosfère
« (…) Réuni à la fois par Gilles Dumay — dont la fusion entre les genres est un des chevaux de bataille — et Francis Mizio, cet épais recueil ne contient pas moins de 24 récits. Avant de les entamer, le lecteur devra subir (ou sauter) un avant-propos grotesque co-signé des deux anthologistes, une provocation à deux balles qui semble avoir pour seul but de discréditer la SF en la confortant dans son cliché de littérature pour adolescent acnéique obsédé par le contenu de son slip… Vingt-quatre récits donc, répartis comme suit : trois dans la partie « Hier », douze dans « Aujourd'hui et demain », et le reste, soit neuf textes, situés « Ailleurs et demain ». Six des nouvelles sont anglo-saxonnes (sélectionnées par Gilles Dumay) et donc dix-huit francophones (choisies par Francis Mizio). La proportion des auteurs masculins et féminins est similaire. Et d'après son sommaire, l'anthologie semble pencher du côté « écrivains de SF s'essayant au polar » plutôt que l'inverse.(…) »

## Extrait de l'avant-propos
L'avant-propos de Gilles Dumay et Francis Mizio, qui s'intitule « Avant-propos, vaseline, et élargissement du cercle de nos ennemis », affirme notamment :
« Par souci de nous conformer à une ligne éditoriale cohérente, nous nous voyons contraints de vous informer que la loi nancéienne du 24 juin 1999, dite « loi Warfa-Galaxies », empêche tout anthologiste (…) de pratiquer, sous toute forme que ce soit, l'auto-publication. Les peines encourues (qui vont de la pendaison par les couilles à l'emprisonnement à vie) n'effrayent en rien les anthologistes du présent volume qui, confiant en la robustesse de leur scrotum et en la plénitude de ce qu'il contient, affirment haut et fort qu'en hommage à Robert Silverberg, Gérard Klein, Alain Dorémieux, Bruce Sterling, Mike Resnick, Gardner Dozois, Jean-Pierre Andrevon, Ayerdhal, Harlan Ellison et bien d'autres criminels de l'auto-publication, ils enculent à sec, voire au gravier, la loi sus-citée. (…) »

## Nouvelles

### Retour aux affaires
- Auteur : Fabrice Colin
- Genre : fantasy et polar
- Place dans le recueil : p. 17 à 38
- Remarque : Mungo Park a réellement existé ; c'était un explorateur écossais, premier occidental à explorer le fleuve Niger.
- Résumé : Dans ce monde uchronique, Mungo Park est un détective privé qui a la capacité, grâce à un appareil qu'il s'est procuré et à la consommation d'« herbe rouge », de parler avec les fantômes, ce qui fait de lui le détective privé spécialisé en « fantômologie ». Une femme, qui dit s'appeler Klozninya Waterton, lui demande de l’aider à chasser son mari, décédé il y a trois ans en 1816, qui vient hanter ses nuits depuis quelque temps. Pour l’aider dans son enquête, elle lui remet une photographie du défunt. Mungo Park va rendre visite aux fantômes de sa connaissance, mais personne ne reconnaît l'ex-époux. Mungo décide de se mettre en planque près de la chambre de Klozninya (dont il commence à tomber amoureux) avec Emerson, un fantôme de ses amis. La nuit suivante, avec l'accord de la jeune femme, il se met donc en planque. Soudain, les lumières s'allument : c'était un coup monté. En réalité, Klozninya est la femme du commissaire Karlan, et celui-ci procède à l'arrestation de Mungo pour acquisition, détention et consommation illégale d'« herbe rouge ». Karlan est envoyé en détention provisoire dans l'attente de son jugement. Plusieurs jours après, Klozninya vient lui rendre visite en prison : non seulement elle pense qu'elle est tombée amoureuse de lui, mais en plus un fantôme (il s'agit d'Emerson) lui gâche ses nuits. Elle lui a apporté son appareil spécial et de l'herbe rouge afin qu'il chasse ce fantôme. En contrepartie, elle s'engage à tout faire pour l’aider afin que la peine du tribunal soit la moins sévère possible. Mungo Park accepte le marché et consomme de herbe rouge. Son corps physique reste dans la cellule, tandis que son esprit s'élève dans les airs. Il se voit mourir en raison du fait qu'il a trop consommé d'herbe rouge en une seule prise (overdose) ; et découvre qu'une fois son corps mort, son esprit reste désormais sous l’état fantômatique.

### Le Grand Éveil
- Auteur : Kim Newman
- Genre : fantasy et polar
- Titre original : The Big Fish
- Place dans le recueil : p. 39 à 68
- Remarque : la nouvelle s'inspire explicitement du Mythe de Cthulhu d'H. P. Lovecraft.
- Résumé : Le récit se déroule durant la Seconde Guerre mondiale, en Californie. Le héros de la nouvelle lutte contre une mystérieuse organisation qui regroupe les partisans d'une civilisation sous-marine. Après une lutte brève mais intense, les « Habitants des Profondeurs » sont battus et sévèrement refoulés hors de la surface de la Terre.

### Le Miracle d'Ivar Avenue
- Auteur : John Kessel
- Genre : science-fiction et polar
- Titre original : The Miracle of Ivar Avenue
- Place dans le recueil :
- Résumé :

### La Balle magique
- Auteur : Brian Stableford
- Genre : science-fiction et polar
- Titre original : The Magic Bullet
- Place dans le recueil :
- Résumé :

### La Langue fondamentale
- Auteur : Robert Canovaro
- Genre : science-fiction et polar
- Place dans le recueil :
- Résumé :

### Délite
- Auteur : Michel Leydier
- Genre : science-fiction et polar
- Place dans le recueil : p. 141 à 144
- Résumé : Dans cette courte nouvelle, le narrateur est au volant de son automobile dotée d'une intelligence artificielle. Tueur à gage, il vient de réussir à moitié un « contrat » : la cible visée, un chef d'entreprise, a été tuée, mais lui-même a été blessé et reconnu ; il a dû fuir en catastrophe. Réfugié dans le cocon protecteur de la voiture qui s'auto-conduit, il tente de reprendre le contrôle de lui-même. Il discute avec l'IA. À une station-service, énervé par un biker trop lent à son goût, il prend son arme et le tue. Il se remet en route. Il apprend alors que l'IA s'est mise en mode « Délite ». Il cherche dans le menu d'aide de l'IA et découvre une information selon laquelle « L'explosion du véhicule se produira automatiquement en cas de : 1/ introduction ou extraction de la clé magnétique ; 2/ ouverture ou fermeture de l'une des portières ; 3/ accélération ou décélération du moteur. Ce système est irréversible depuis le véhicule. » Le véhicule ayant encore trois heures d'autonomie, le narrateur comprend que c'est le temps qui lui reste à vivre.

### La Langue de l'océan
- Auteur : Jacques Vettier
- Genre : science-fiction et polar
- Place dans le recueil :
- Résumé :

### Évolution
- Auteur : Nancy Kress
- Genre : science-fiction et polar
- Titre original : Evolution
- Place dans le recueil :
- Résumé :

### Copie conforme
- Auteur : Christo Datso
- Genre : science-fiction et polar
- Place dans le recueil :
- Résumé :

### Un monde qui nous parle
- Auteur : Marie-Pierre Najman
- Genre : science-fiction et polar
- Place dans le recueil :
- Résumé :

### Méfiez-vous des contrefaçons
- Auteur : Andrew Weiner
- Genre : science-fiction et polar
- Titre original : Fake-Out
- Place dans le recueil :
- Résumé :

### Shootin' Paparazzi
- Auteur : Francis Mizio
- Genre : science-fiction et polar
- Place dans le recueil :
- Résumé :

### Pourquoi j'ai tué mon clone
- Auteur : Jacques Mondoloni
- Genre : science-fiction et polar
- Place dans le recueil :
- Résumé :

### Dégaine, crapule!
- Auteur : Jean-Hugues Oppel
- Genre : science-fiction et polar
- Place dans le recueil :
- Résumé :

### S'il n'était vivant
- Auteur : Roland C. Wagner
- Genre : science-fiction et polar
- Place dans le recueil :
- Résumé :

### La Feuille jaune
- Auteur : Jean-Bernard Pouy
- Genre : science-fiction et polar
- Place dans le recueil :
- Résumé :

### Le Petit éveil
- Auteur : Johan Heliot
- Genre : science-fiction et polar
- Place dans le recueil :
- Résumé :

### Joe (Tango dancin')
- Auteur : Jean Millemann
- Genre : science-fiction et polar
- Place dans le recueil : p. 311 à 314
- Résumé : Nouvelle onirique mettant en scène un héros, Joe, qui vit sa vie comme dans un songe, en sirotant son « synthébleu au parfum de tourbe » et où quelqu'un cherche à le tuer. À la fin de la nouvelle, comme dans un rêve, il sera tué.

### Gluco block alpha
- Auteur : Stéphanie Benson
- Genre : science-fiction et polar
- Place dans le recueil :
- Résumé :

### Moi, le maudit
- Auteur : Richard Canal
- Genre : science-fiction et polar
- Place dans le recueil :
- Résumé :

### Paradigme party
- Auteur : Sylvie Denis
- Genre : science-fiction et polar
- Place dans le recueil :
- Résumé :

### La Crise de curiosité
- Auteur : Vivian Robert
- Genre : science-fiction et polar
- Place dans le recueil :
- Résumé :

### Ce qu'une main donne…
- Auteur : Robert James Sawyer
- Genre : science-fiction et polar
- Titre original : The hand you're dealt
- Place dans le recueil :
- Résumé :

### Paradise city
- Auteur : Thomas Day
- Genre : science-fiction et polar
- Place dans le recueil :
- Résumé :

## Postface
- Postface de Jacques Baudou